# سلطان‌منش
کوی سلطان منش یکی از محلات شهر اهواز است که در ضلع جنوبی میدان چهارشیر قرار گرفته‌است.
این محله، از شمال به بزرگراه پاسداران و میدان چهارشیر، از جنوب به کوی طالقانی، از شرق به بزرگراه مدرس (یا اتوبان صنایع فولاد) و از غرب به زیتون کارگری و پایانه مسافربری زاگرس، محدود می‌گردد.